# Escaños en Blanco
Escaños en Blanco para dejar escaños vacíos (ESCAÑOS EN BLANCO; en catalán: Escons en Blanc, en euskera: Aulki Zuriak, en gallego: Escanos en Branco) es un partido político español fundado en Badalona (Barcelona) el 21 de julio de 2010 que lucha por el voto en blanco representado en forma de escaños vacíos.

## Ideología

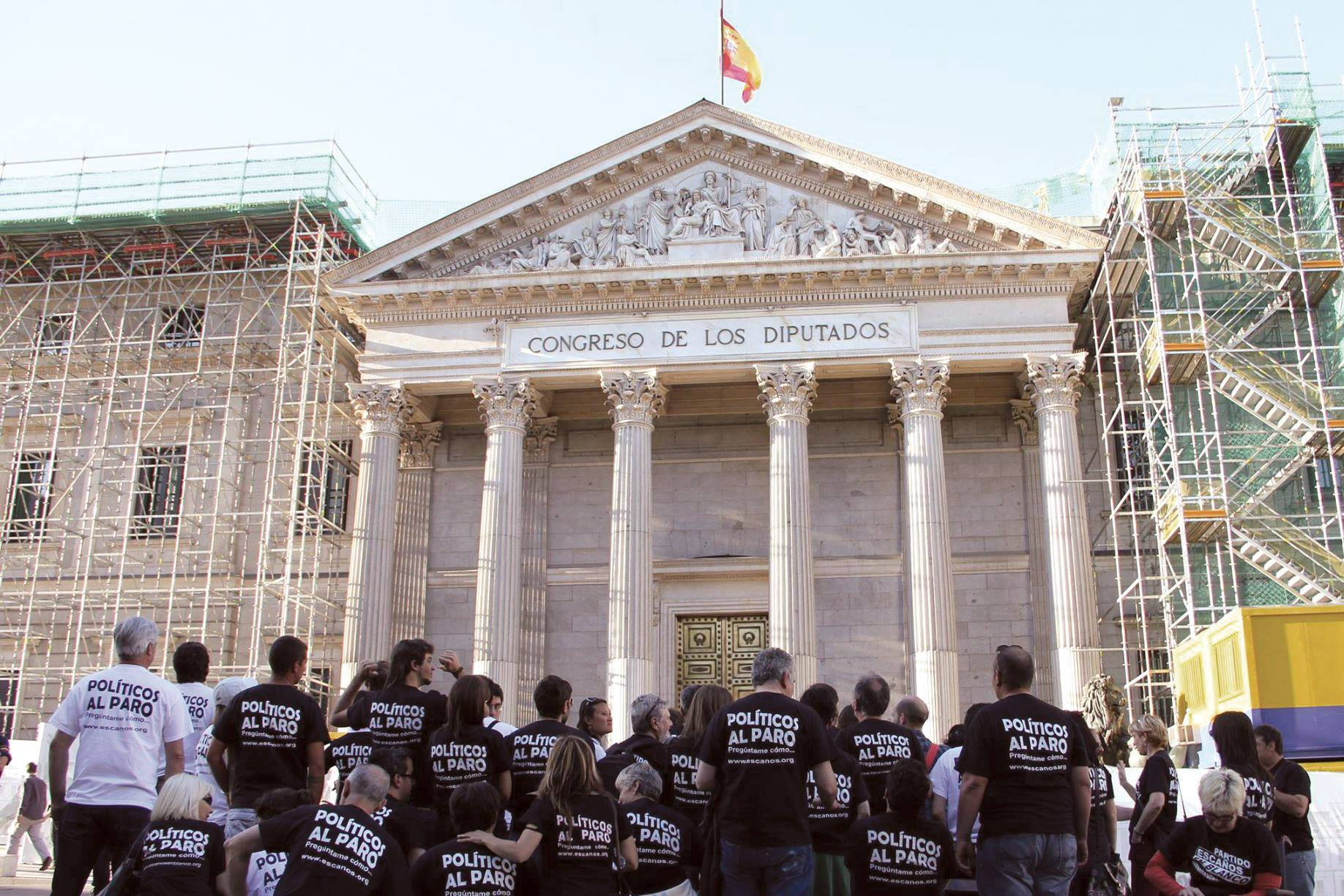
Parada durante una visita turística de militantes y simpatizantes de Escaños en Blanco enfrente del Congreso de los Diputados de España. Madrid 25 de mayo de 2013.

Escaños en Blanco ofrece representación para aquellos ciudadanos disconformes con el sistema o que no encuentran una alternativa satisfactoria entre las opciones de voto presentes. Su programa tiene un único punto:
- no tomar posesión del cargo, dejando vacío cualquier escaño que pudieran llegar a alcanzar, renunciando a todo tipo de remuneración personal y de partido derivada de este hecho.

### Objetivo
La formación política, según se expresa en el Manifiesto hecho público en su página web del partido, busca:
1. Hacer visible, de manera inequívoca, el descontento con la clase política de una parte importante de la ciudadanía que no se siente representada.
2. Captar la atención de los medios de comunicación y de la sociedad en general con una acción original e innovadora, al tiempo que democrática, que contribuya así a generar un debate público centrado en el déficit de nuestro sistema de representación.
3. Presionar a la clase política y sus partidos para que se esfuercen mucho más en desarrollar su actividad con ética y respeto, promoviendo iniciativas de gobierno y legislativas que fomenten la participación de los ciudadanos más allá de los comicios que se celebran cada cuatro años.

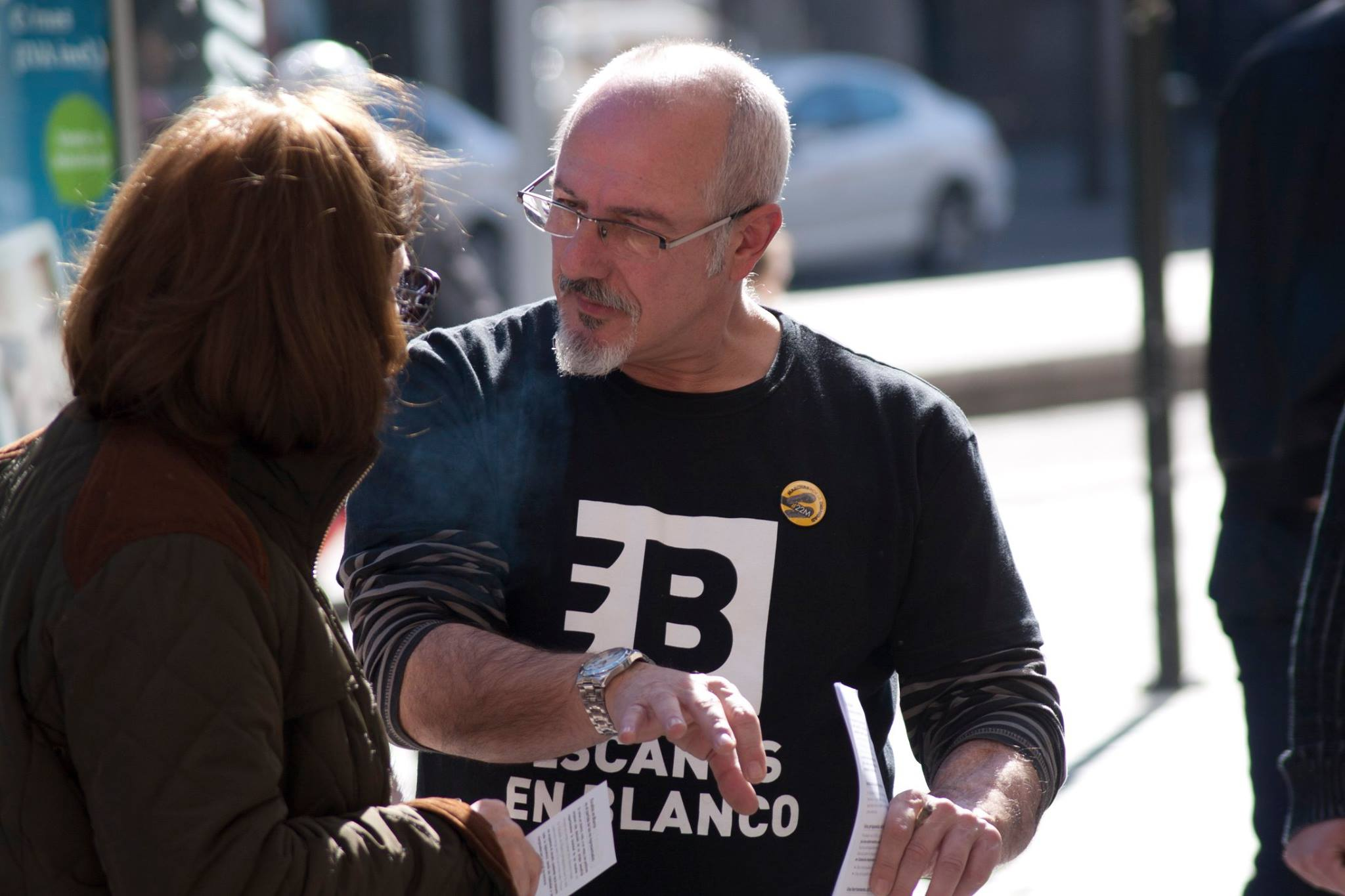
Afiliado de Escaños en Blanco informando a pie de calle durante la campaña de las elecciones Europeas'14.

El partido se disolverá cuando se apruebe una reforma de la ley electoral donde se tenga en cuenta un tipo de voto para poder optar por ninguna de las formaciones disponibles que se traduzca automáticamente en escaños vacíos. Esta petición es equivalente al concepto de voto en blanco representado.

### Metodología para dejar el escaño vacío

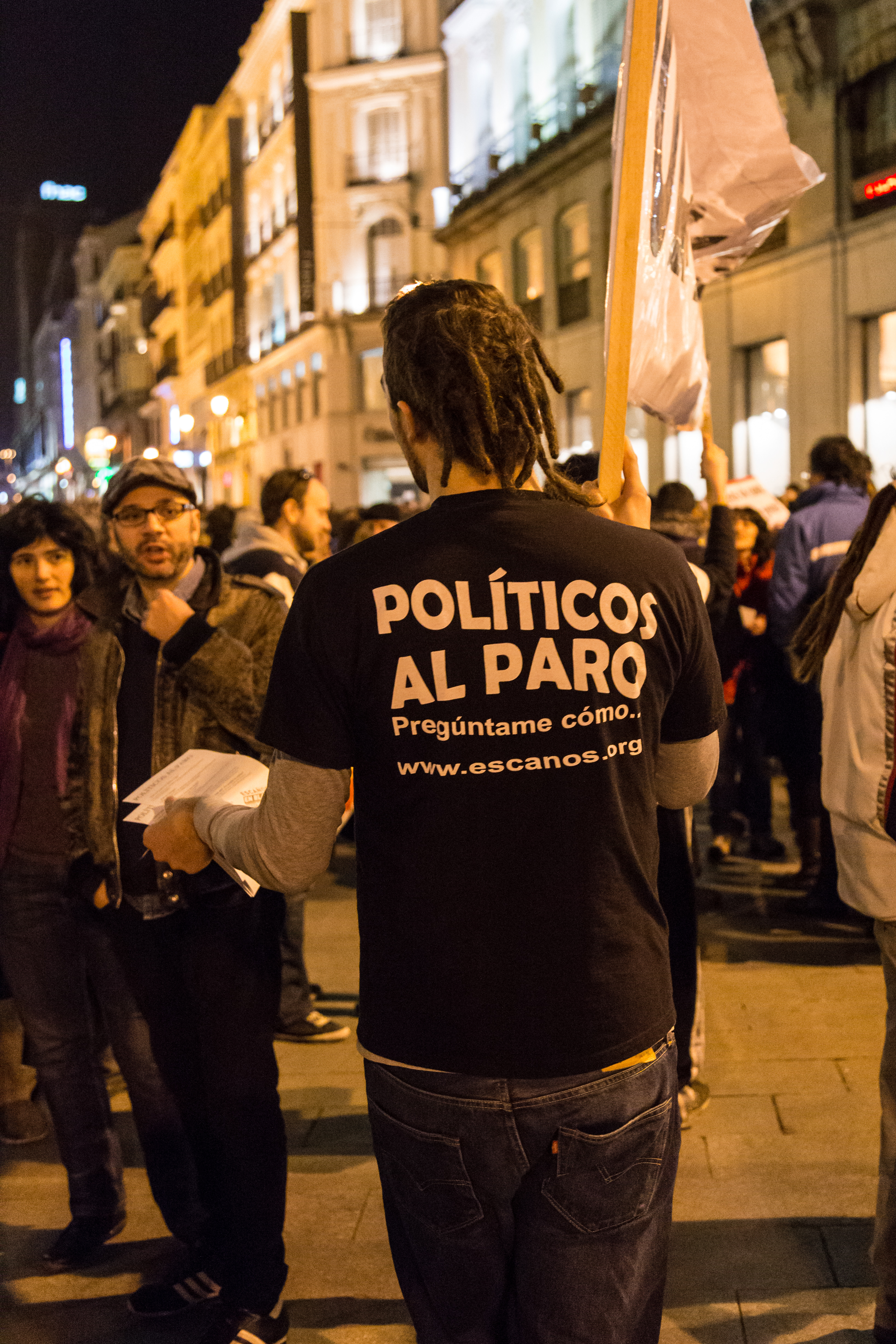
Un simpatizante de Escaños en Blanco aboga por enviar a los políticos al paro durante una manifestación en Madrid.

Tras la obtención de los primeros candidatos electos en las elecciones municipales de 2011, Escaños en Blanco elaboró un documento que sirviese como procedimiento para dejar la concejalía vacía durante la vigencia de la corporación municipal. Este procedimiento, amparado por la doctrina de la Junta Electoral Central, consiste en no presentarse a la toma de posesión del cargo en ninguna de las ocasiones (normalmente plenos del ayuntamiento) legalmente permitidas para ello.
El no tomar plena condición de concejal no supone la pérdida de la condición de concejal electo, lo que permite al candidato mantenerse al margen de las decisiones del consistorio sin incumplir la ley, careciendo de los derechos y obligaciones habituales de los parlamentarios, así como de los privilegios (información privilegiada, dietas, sueldos, etcétera).

## Historia
Escaños en Blanco surge tras la inactividad de un partido denominado Escons Insubmisos - Alternativa dels Demòcrates Descontents que se presentó por primera vez en las elecciones municipales de España de 2003 y por última a las generales de 2008. La ideología fue simplificada en torno al voto en blanco representado y la mejora que se pretende imbuir en el sistema democrático y en la ética política de los demás representantes mediante la no ocupación de los propios escaños obtenidos.

### Coaliciones y movimientos ciudadanos
Ciudadanos en Blanco
En las elecciones al Parlamento de Cataluña de 2010 y en las elecciones locales de 2011, Escaños en Blanco firmó una coalición con Ciudadanos en blanco (Cenb), ya que sus programas electorales eran prácticamente equivalentes. No obstante, el único concejal electo de Ciudadanos en Blanco fuera de la coalición, Julià de Fabián, tomó posesión del cargo de concejal en la población de Santa María de Palautordera durante el pleno del 28 de julio de 2011, mientras que el resto de electos de Escaños en Blanco no tomaron posesión del cargo.
Movimiento Ciudadano por el Voto en Blanco Computable (MCxVBC)
Debido a que Julià de Fabián toma el cargo de concejal habiéndose presentado por Ciudadanos en Blanco, el grueso del movimiento ciudadano que sustentaba las candidaturas de Ciudadanos en Blanco pasó a denominarse Movimiento Ciudadano por el Voto en Blanco Computable (MCxVBC) desde agosto de 2011. Esta plataforma comenzó a trabajar junto a Escaños en Blanco para obtener mayor representatividad y organización en todo el territorio español, ya que hasta esa fecha Escaños en Blanco se había presentado únicamente a las elecciones en Cataluña bajo la denominación de "Escons en Blanc". A partir del 1 de septiembre de 2013, el MCxVBC se desvincula formalmente de cualquier partido político para mantener su independencia como colectivo.

### Cambio de imagen corporativa

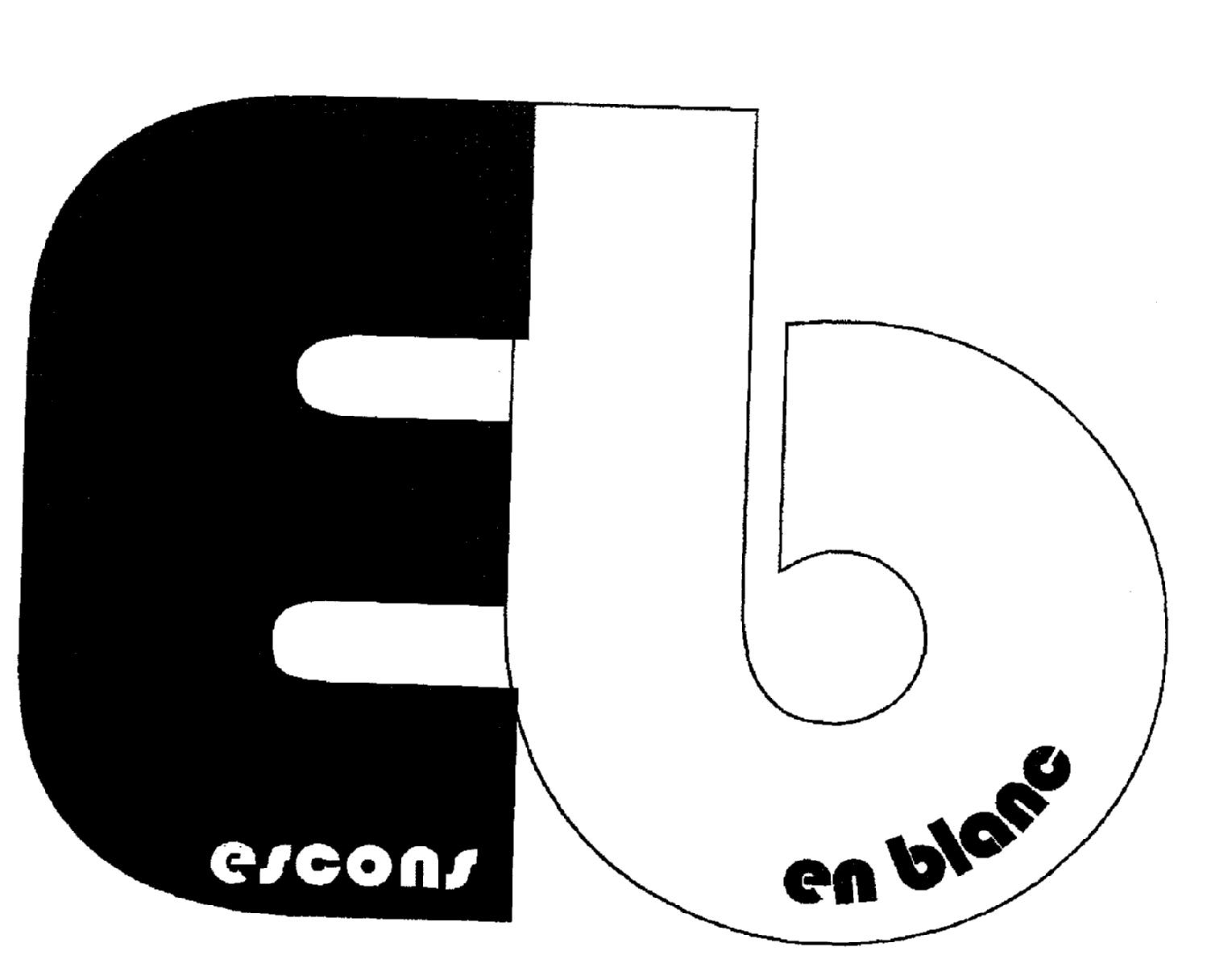
Logo original de Escaños en Blanco con la denominación en catalán "Escons en blanc" usado durante 2010-2011.

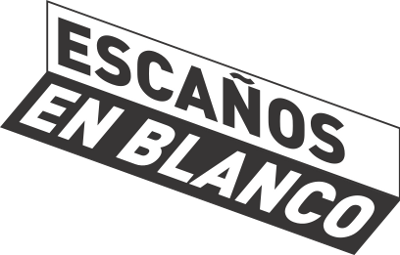
Logo de Escaños en Blanco usado durante 2011-2013.

Desde su fundación y hasta el 11 de septiembre de 2011, Escaños en Blanco se presentó a las elecciones con su logo original. Posteriormente y tras aprobación en asamblea general, se introdujo una nueva imagen corporativa diseñada gratuitamente por el equipo de THD Coated.
Desde el pasado 26 de mayo de 2013 y tras aprobación en asamblea general, Escaños en Blanco viene utilizando el logo actual, obra altruista del diseñador Luis Peralta.

## Elecciones

### Elecciones Municipales 2023
En la repetición de las Elecciones municipales de 2023 en Navarra del 26 de noviembre de 2023, Escaños en Blanco se presenta en varios municipios de Navarra obteniendo los siguientes resultados:
| Provincia | Municipio        | Concejalías vacías | Votos | Porcentaje |
| --------- | ---------------- | ------------------ | ----- | ---------- |
| Navarra   | Arantza          | 0                  | 4     | 1,23%      |
| Navarra   | Auritz/ Burguete | 0                  | 2     | 1,85%      |
| Navarra   | Beire            | 0                  | 2     | 1,48%      |
| Navarra   | Dicastillo       | 0                  | 6     | 1,99%      |
| Navarra   | Ezcároz/Ezkaroze | 0                  | 2     | 1,56%      |
| Navarra   | Isaba/Izaba      | 0                  | 8     | 5,37%      |
| Navarra   | Muruzábal        | 7                  | 3     | 100%       |
| Navarra   | Zubieta          | 1                  | 19    | 18%        |
|           | Total concejales | 8                  |       |            |

Además se presentó en los municipios de Areso, Atez, Barásoain, Iturmendi y Urroz, donde no recibió ningún voto.

### Elecciones Andaluzas de 2022
En las elecciones andaluzas de 2022 del 19 de junio de 2022, Escaños en Blanco se presenta por todas las circunscripciones menos la de Huelva obteniendo los siguientes resultados:
| Circunscripción   | Comunidad Autónoma | Votos | Porcentaje |
| ----------------- | ------------------ | ----- | ---------- |
| Almería           | Andalucía          | 701   | 0,27%      |
| Cádiz             | Andalucía          | 795   | 0,15%      |
| Córdoba           | Andalucía          | 591   | 0,15%      |
| Granada           | Andalucía          | 544   | 0,13%      |
| Jaén              | Andalucía          | 251   | 0,08%      |
| Málaga            | Andalucía          | 797   | 0,12%      |
| Sevilla           | Andalucía          | 938   | 0,10%      |
| Total presentadas |                    | 4.617 | 0,15%      |
| Total             |                    | 4.617 | 0,13%      |

### Elecciones Castilla y León de 2022
Escaños en Blanco se presenta por primera vez en las elecciones de Castilla y León celebradas el 13 de febrero de 2022. Únicamente se presenta en Burgos.
| Circunscripción | Comunidad Autónoma | Votos | Porcentaje |
| --------------- | ------------------ | ----- | ---------- |
| Burgos          | Castilla y León    | 623   | 0,24%      |
| Total           |                    | 623   | 0,05%      |

### Elecciones autonómicas de 2021
En 2021 hubo elecciones en Cataluña y en Madrid. El partido se presenta en ambos comicios autonómicos.
Elecciones autonómicas de Cataluña de 2021
En las elecciones catalanas de 2021 Escaños en Blanco sólo consiguió las firmas para presentar candidatos en Lérida
| Circunscripción | Comunidad Autónoma | Votos | Porcentaje |
| --------------- | ------------------ | ----- | ---------- |
| Lérida          | Cataluña           | 590   | 0,37%      |
| Total           | Cataluña           | 590   | 0,02%      |

Elecciones autonómicas de Madrid de 2021
En 2021 Escaños en Blanco consiguió por primera vez en su historia presentar una candidatura con los 139 candidatos requeridos para ello. 
| Año                   | Votos | %    |
| --------------------- | ----- | ---- |
| Elecciones madrileñas | 2660  | 0.07 |

### Elecciones autonómicas de 2020
El partido se presenta en ambos comicios autonómicos en ese año. En sendas elecciones pierde votos respecto a las anteriores.
| Año                 | Votos | %    |
| ------------------- | ----- | ---- |
| Elecciones gallegas | 554   | 0.04 |
| Elecciones vascas   | 2465  | 0.28 |

### Elecciones municipales de 2019
En Foixá obtiene 44 votos suponiendo el 25.73% de los mismos, obtiendo dos escaños que deja vacíos.

### Elecciones Generales de 2019
El partido se presentó a ambos comicios celebrados en el año 2019, sufriendo un ligero descenso en votos en las elecciones generales de noviembre de 2019.
| Año                                       | Votos | %    |
| ----------------------------------------- | ----- | ---- |
| Elecciones generales de noviembre de 2019 | 5952  | 0,02 |
| Elecciones generales de abril de 2019     | 7128  | 0,03 |

### Elecciones Andaluzas de 2018
Para las andaluzas de 2018 se presenta por las circunscripciones de Almería, Cádiz y Córdoba, obteniendo 3.008 votos, el 0,09% sobre el total.

### Elecciones Generales de 2016
Al no conseguir una investidura se convocan unas nuevas elecciones generales de 2016 que se celebran el 26 de junio de 2016. Escaños en Blanco acusa la constante convocatoria de elecciones.  

##### Resultados en el Congreso de los Diputados
| Circunscripción   | Comunidad Autónoma | Votos | Porcentaje |
| ----------------- | ------------------ | ----- | ---------- |
| Córdoba           | Andalucía          | 612   | 0,14%      |
| Huesca            | Aragón             | 488   | 0,42%      |
| Teruel            | Aragón             | 245   | 0,33%      |
| Zaragoza          | Aragón             | 3.144 | 0,62%      |
| Asturias          | Asturias           | 2.540 | 0,43%      |
| La Rioja          | La Rioja           | 304   | 0,18%      |
| Murcia            | Murcia             | 1.337 | 0,19%      |
| Vizcaya           | País Vasco         | 1.020 | 0,16%      |
| Total presentadas |                    | 9.705 | 0,30%      |
| Total             |                    | 9.705 | 0,05%      |

### Elecciones Municipales de 2015
Las elecciones municipales de 2015 se celebran el domingo 24 de mayo de 2015. Escaños en Blanco consigue una nueva concejalía en Foixà y obtiene los siguientes resultados:
| Municipio                | Comunidad Autónoma | Votos | Porcentaje | Concejalías vacías |
| ------------------------ | ------------------ | ----- | ---------- | ------------------ |
| Sevilla                  | Andalucía          | 463   | 0,14%      | 0                  |
| Córdoba                  | Andalucía          | 449   | 0,30%      | 0                  |
| Carataunas               | Andalucía          | 2     | 1,96%      | 0                  |
| Huesca                   | Aragón             | 229   | 0,93%      | 0                  |
| Monzón                   | Aragón             | 282   | 3,64%      | 0                  |
| Teruel                   | Aragón             | 133   | 0,80%      | 0                  |
| Zaragoza                 | Aragón             | 4.440 | 1,36%      | 0                  |
| Cuarte de Huerva         | Aragón             | 69    | 1,32%      | 0                  |
| Quinto de Ebro           | Aragón             | 10    | 0,80%      | 0                  |
| Utebo                    | Aragón             | 264   | 3,34%      | 0                  |
| Avilés                   | Asturias           | 413   | 1,01%      | 0                  |
| Gijón                    | Asturias           | 1.276 | 0,90%      | 0                  |
| Oviedo                   | Asturias           | 960   | 0,89%      | 0                  |
| Pueerto de la Cruz       | Canarias           | 107   | 0,74%      | 0                  |
| Toledo                   | Castilla-La Mancha | 160   | 0,36%      | 0                  |
| Barcelona                | Cataluña           | 1.961 | 0,28%      | 0                  |
| Tarragona                | Cataluña           | 255   | 0,50%      | 0                  |
| Lérida                   | Cataluña           | 287   | 0,57%      | 0                  |
| Gerona                   | Cataluña           | 156   | 0,43%      | 0                  |
| Montcada i Reixac        | Cataluña           | 241   | 1,73%      | 0                  |
| L´Escala                 | Cataluña           | 71    | 1,97%      | 0                  |
| Foixá                    | Cataluña           | 32    | 20,38%     | 1                  |
| Rupiá                    | Cataluña           | 1     | 0,59%      | 0                  |
| Villamediana             | La Rioja           | 40    | 1,18%      | 0                  |
| Calahorra                | La Rioja           | 133   | 1,23%      | 0                  |
| Madrid                   | Madrid             | 1891  | 0,12%      | 0                  |
| San Lorenzo del Escorial | Madrid             | 53    | 0,61%      | 0                  |
| Murcia                   | Murcia             | 1.088 | 0,54%      | 0                  |
| Cartagena                | Murcia             | 414   | 0,48%      | 0                  |
| Totana                   | Murcia             | 281   | 2,21%      | 0                  |
| Vitoria                  | País Vasco         | 842   | 0,70%      | 0                  |
| Urnieta                  | País Vasco         | 166   | 5,82%      | 0                  |
| Erandio                  | País Vasco         | 108   | 0,96%      | 0                  |
| Leioa                    | País Vasco         | 217   | 1,51%      | 0                  |
| Valencia                 | Valencia           | 765   | 0,19%      | 0                  |
| Total Presentadas        | -                  | 18259 | 0,40%      | 1                  |

### Elecciones Generales de 2015
Las elecciones generales de 2015 se celebran el domingo 20 de diciembre de 2015 y Escaños en Blanco se presenta en las siguientes circunscripciones: Asturias, Huesca, Teruel, Zaragoza, Murcia, La Rioja, Álava, Vizcaya, Palencia, Tarragona, Córdoba y en el Senado las mismas más Tenerife obtiene los siguientes resultados:

##### Resultados en el Congreso de los Diputados
| Circunscripción   | Comunidad Autónoma | Votos  | Porcentaje |
| ----------------- | ------------------ | ------ | ---------- |
| Córdoba           | Andalucía          | 626    | 0,13%      |
| Huesca            | Aragón             | 547    | 0,45%      |
| Teruel            | Aragón             | 317    | 0,41%      |
| Zaragoza          | Aragón             | 2.987  | 0,56%      |
| Asturias          | Asturias           | 1.861  | 0,3%       |
| Palencia          | Castilla y León    | 180    | 0,17%      |
| Tarragona         | Cataluña           | 618    | 0,17%      |
| La Rioja          | La Rioja           | 357    | 0,2%       |
| Murcia            | Murcia             | 1.062  | 0,15%      |
| Álava             | País Vasco         | 470    | 0,26%      |
| Vizcaya           | País Vasco         | 1.035  | 0,16%      |
| Total presentadas |                    | 10.060 | 0,25%      |
| Total             |                    | 10.060 | 0,04%      |

### Elecciones Andaluzas de 2015
Para las andaluzas de 2015 celebradas el 22 de marzo de 2015, Escaños en Blanco únicamente se presenta en Córdoba.
| Circunscripción | Comunidad Autónoma | Votos | Porcentaje |
| --------------- | ------------------ | ----- | ---------- |
| Córdoba         | Andalucía          | 1.149 | 0,27%      |
| Total           |                    | 1.149 | 0,03%      |

### Elecciones europeas de 2014

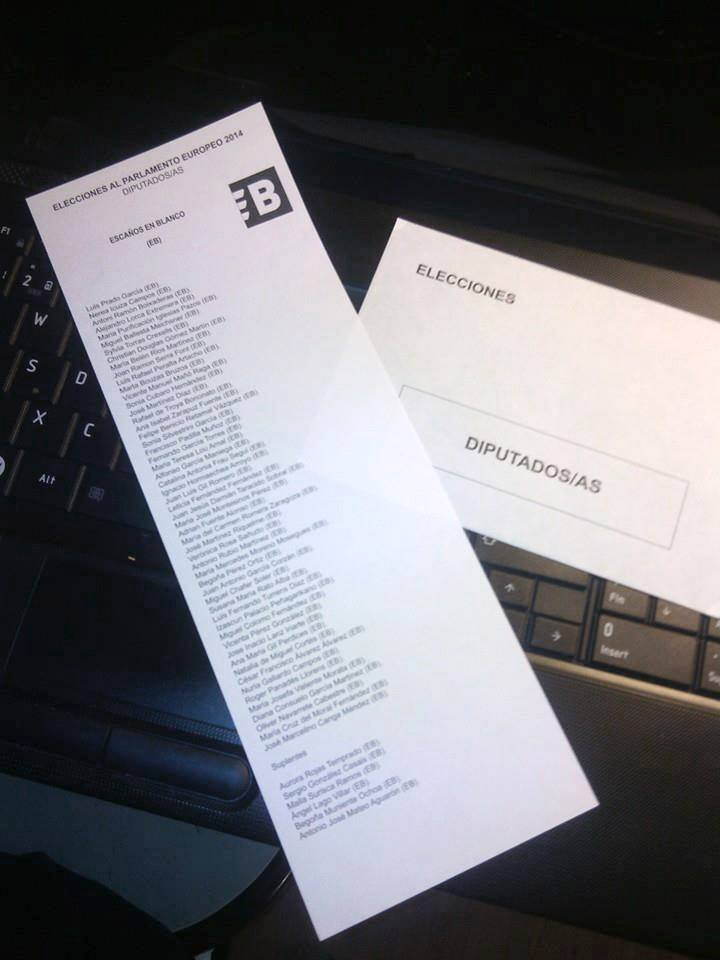
Papeleta oficial de Escaños en Blanco en las Elecciones al Parlamento Europeo 2014.

Pocas semanas después de la publicación en el BOE del 1 de abril de 2014 de la convocatoria de Elecciones al Parlamento Europeo de 2014, Escaños en Blanco presentó su candidatura ante la Junta Electoral Central tras la recogida de 21309 avales, 107 de los cuales fueron obtenidos mediante firma electrónica gracias a la plataforma mifirma.com. La candidatura fue oficialmente proclamada en el BOE del 28 de abril de 2014.
En las Elecciones al Parlamento Europeo de 2014 consiguieron 115.595 votos, quedando justo por detrás de PACMA y por delante del Movimiento RED. En la provincia de Zaragoza consiguió el 2.04 % de los votos.
| Circunscripción        | Comunidad Autónoma | Votos  | Porcentaje |
| ---------------------- | ------------------ | ------ | ---------- |
| Almería                | Andalucía          | 752    | 0,41%      |
| Cádiz                  | Andalucía          | 969    | 0,68%      |
| Córdoba                | Andalucía          | 1667   | 0,58%      |
| Granada                | Andalucía          | 1553   | 0,49%      |
| Huelva                 | Andalucía          | 1159   | 0,79%      |
| Jaén                   | Andalucía          | 942    | 0,37%      |
| Málaga                 | Andalucía          | 3103   | 0,67%      |
| Sevilla                | Andalucía          | 3387   | 0,51%      |
| Huesca                 | Aragón             | 1006   | 1,32%      |
| Teruel                 | Aragón             | 525    | 1,1%       |
| Zaragoza               | Aragón             | 6871   | 2,05%      |
| Asturias               | Asturias           | 5299   | 1,4%       |
| Baleares               | Baleares           | 2967   | 1,1%       |
| Las Palmas             | Canarias           | 2042   | 0,69%      |
| Santa Cruz de Tenerife | Canarias           | 2794   | 1,02%      |
| Cantabria              | Cantabria          | 1581   | 0,74%      |
| Albacete               | Castilla-La Mancha | 744    | 0,52%      |
| Ciudad Real            | Castilla-La Mancha | 971    | 0,54%      |
| Cuenca                 | Castilla-La Mancha | 202    | 0,25%      |
| Guadalajara            | Castilla-La Mancha | 441    | 0,52%      |
| Toledo                 | Castilla-La Mancha | 863    | 0,38%      |
| Ávila                  | Castilla y León    | 300    | 0,46%      |
| Burgos                 | Castilla y León    | 970    | 0,69%      |
| León                   | Castilla y León    | 1099   | 0,6%       |
| Palencia               | Castilla y León    | 786    | 1,13%      |
| Salamanca              | Castilla y León    | 546    | 0,42%      |
| Segovia                | Castilla y León    | 230    | 0,39%      |
| Soria                  | Castilla y León    | 165    | 0,52%      |
| Valladolid             | Castilla y León    | 1328   | 0,63%      |
| Zamora                 | Castilla y León    | 291    | 0,41%      |
| Barcelona              | Cataluña           | 15536  | 0,82%      |
| Gerona                 | Cataluña           | 1132   | 0,48%      |
| Lérida                 | Cataluña           | 869    | 0,64%      |
| Tarragona              | Cataluña           | 1846   | 0,76%      |
| Ceuta                  | Ceuta              | 119    | 0,76%      |
| Alicante               | Valencia           | 3684   | 0,66%      |
| Castellón              | Valencia           | 1508   | 0,75%      |
| Valencia               | Valencia           | 7265   | 0,74%      |
| Badajoz                | Extremadura        | 697    | 0,29%      |
| Cáceres                | Extremadura        | 855    | 0,56%      |
| La Coruña              | Galicia            | 3619   | 0,89%      |
| Lugo                   | Galicia            | 878    | 0,68%      |
| Orense                 | Galicia            | 772    | 0,61%      |
| Pontevedra             | Galicia            | 2700   | 0,77%      |
| La Rioja               | La Rioja           | 936    | 0,82%      |
| Madrid                 | Madrid             | 13241  | 0,6%       |
| Melilla                | Melilla            | 59     | 0,41%      |
| Murcia                 | Murcia             | 3297   | 0,77%      |
| Navarra                | Navarra            | 2466   | 1,13%      |
| Álava                  | País Vasco         | 1022   | 0,96%      |
| Guipúzcoa              | País Vasco         | 2131   | 0,9%       |
| Vizcaya                | País Vasco         | 3941   | 0,95%      |
| Total                  |                    | 115595 | 0,74%      |

### Elecciones autonómicas de 2012

#### Elecciones autonómicas de Cataluña 2012
Las elecciones se celebraron el 25 de noviembre en Cataluña. Escaños en Blanco participó en las elecciones anticipadas al Parlamento de Cataluña como "Escons en Blanc", pese a las dificultades para los partidos sin representación de obtener los avales necesarios según la interpretación de la LOREG
| Circunscripción | Comunidad Autónoma | Votos  | Porcentaje |
| --------------- | ------------------ | ------ | ---------- |
| Barcelona       | Cataluña           | 22.404 | 0,82%      |
| Gerona          | Cataluña           | 1.957  | 0,56%      |
| Lérida          | Cataluña           | 1.408  | 0,68%      |
| Tarragona       | Cataluña           | 2.105  | 0,58%      |
| Total           | Cataluña           | 27.874 | 0,76%      |

#### Elecciones autonómicas a Galicia y País Vasco 2012
Las elecciones se celebraron el 21 de octubre en Galicia y País Vasco. El día 17 de septiembre de 2012, Escaños en Blanco anunció la presentación de listas en todas las circunscripciones de cara a las  elecciones autonómicas de Galicia  y  País Vasco del 21 de octubre de 2012.
| Circunscripción | Comunidad Autónoma | Votos  | Porcentaje |
| --------------- | ------------------ | ------ | ---------- |
| La Coruña       | Galicia            | 8.709  | 1,51%      |
| Lugo            | Galicia            | 1.440  | 0,76%      |
| Orense          | Galicia            | 2.079  | 1,14%      |
| Pontevedra      | Galicia            | 4.913  | 1,01%      |
| Total           | Galicia            | 17.141 | 1,19%      |

| Circunscripción | Comunidad Autónoma | Votos  | Porcentaje |
| --------------- | ------------------ | ------ | ---------- |
| Álava           | País Vasco         | 2.309  | 1,49%      |
| Guipúzcoa       | País Vasco         | 3.573  | 1,00%      |
| Vizcaya         | País Vasco         | 5.598  | 0,93%      |
| Total           | País Vasco         | 11.480 | 1,03%      |

#### Elecciones autonómicas a Andalucía y Asturias 2012
Las elecciones se celebraron el 25 de marzo. Escaños en Blanco presentó listas en todas las circunscripciones en Andalucía (las ocho provincias: Almería, Cádiz, Córdoba, Granada, Huelva, Jaén, Málaga y Sevilla) y Asturias (oriental, central y occidental) para las elecciones del 25 de marzo de 2012.
Pese a no haber presentado candidatura en las elecciones anteriores, Escaños en Blanco obtuvo resultados dispares. Mientras en las  elecciones en Andalucía consiguió aproximadamente la mitad del porcentaje de voto con respecto a los resultados al Congreso en las elecciones generales de 2011, en Asturias obtuvo precisamente el doble, colocándose como primera fuerza extraparlamentaria. Estos resultados podrían estar fuertemente relacionados con la estrategia de los presupuestos para la campaña electoral y la prematura convocatoria de elecciones al Parlamento de Asturias.
| Circunscripción | Comunidad Autónoma | Votos | Porcentaje |
| --------------- | ------------------ | ----- | ---------- |
| Almería         | Andalucía          | 218   | 0,08%      |
| Cádiz           | Andalucía          | 969   | 0,18%      |
| Córdoba         | Andalucía          | 768   | 0,18%      |
| Granada         | Andalucía          | 627   | 0,13%      |
| Huelva          | Andalucía          | 429   | 0,18%      |
| Jaén            | Andalucía          | 394   | 0,10%      |
| Málaga          | Andalucía          | 1.017 | 0,16%      |
| Sevilla         | Andalucía          | 1.337 | 0,13%      |
| Total           | Andalucía          | 5.759 | 0,14%      |

| Circunscripción                                                    | Comunidad Autónoma                                                | Votos | Porcentaje |
| ------------------------------------------------------------------ | ----------------------------------------------------------------- | ----- | ---------- |
| Centro Archivado el 27 de marzo de 2012 en Wayback Machine.        | Asturias                                                          | 3.745 | 0,91%      |
| Occidente Archivado el 23 de noviembre de 2012 en Wayback Machine. | Asturias                                                          | 200   | 0,35%      |
| Oriente Archivado el 27 de marzo de 2012 en Wayback Machine.       | Asturias                                                          | 150   | 0,41%      |
| Total                                                              | Asturias Archivado el 25 de diciembre de 2014 en Wayback Machine. | 4.095 | 0,82%      |

### Elecciones generales de 2011
De cara a las elecciones generales de 2011 Escaños en Blanco manifestó su intención de presentarse en todas las circunscripciones electorales. Para ello se sumó a la iniciativa de Pirates de Catalunya en una campaña en línea para recogida de firmas de cara a obtener el suficiente número de avales para presentar las candidaturas.
El 6 de octubre de 2011 se sumaron a una iniciativa pionera en España impulsada por MiFirma y Tractis para poder avalar las candidaturas mediante firma electrónica. Este procedimiento fue aceptado por la Junta Electoral Central por primera vez para estos comicios.
Cerrado el plazo de presentación de candidaturas a medianoche del 17 de octubre de 2011, el partido había sido presentado por 23 circunscripciones electorales en España: Albacete, Asturias, Barcelona, Cádiz, Ciudad Real, Córdoba, Gerona, Granada, Guadalajara, Huelva, Islas Baleares, Lérida, Madrid, Málaga, Murcia, Salamanca, Sevilla, Tarragona, Teruel, Valencia, Vizcaya, Zamora y Zaragoza.
El 25 de octubre de 2011, la Junta Electoral Central proclamó las candidaturas válidas para los comicios, rechazando las circunscripciones de Granada y Valencia por insuficientes avalistas. Sin embargo a 28 de octubre de 2011, sendos recursos presentados ante los Juzgados de lo contencioso en Granada y Valencia acabaron por dar la razón a Escaños en blanco y estimar el recurso considerando procedente la subsanación de avales. La proclamación definitiva de ambas candidaturas ocurrió el 1 de noviembre de 2011.
El 20 de noviembre de 2011 se celebraron las elecciones generales de las cuales salió ganador el Partido Popular. "Escaños en Blanco" no obtuvo ningún escaño.

##### Resultados en el Congreso de los Diputados
Resultados definitivos en tabla (los enlaces por circunscripción son a los provisionales del ministerio del interior).
| Circunscripción                                                       | Comunidad Autónoma   | Votos  | Porcentaje válido |
| --------------------------------------------------------------------- | -------------------- | ------ | ----------------- |
| Albacete                                                              | Castilla-La Mancha   | 1.153  | 0.50%             |
| Asturias Archivado el 19 de febrero de 2020 en Wayback Machine.       | Asturias             | 2.532  | 0.40%             |
| Barcelona Archivado el 19 de febrero de 2020 en Wayback Machine.      | Cataluña             | 40.054 | 1.53%             |
| Cádiz                                                                 | Andalucía            | 2.329  | 0.38%             |
| Ciudad Real Archivado el 19 de febrero de 2020 en Wayback Machine.    | Castilla-La Mancha   | 1.225  | 0.41%             |
| Córdoba Archivado el 19 de febrero de 2020 en Wayback Machine.        | Andalucía            | 1.786  | 0.38%             |
| Gerona Archivado el 19 de febrero de 2020 en Wayback Machine.         | Cataluña             | 5.206  | 1.70%             |
| Granada Archivado el 19 de febrero de 2020 en Wayback Machine.        | Andalucía            | 1.200  | 0.24%             |
| Guadalajara Archivado el 19 de febrero de 2020 en Wayback Machine.    | Castilla-La Mancha   | 498    | 0.38%             |
| Huelva Archivado el 19 de febrero de 2020 en Wayback Machine.         | Andalucía            | 917    | 0.35%             |
| Islas Baleares Archivado el 19 de febrero de 2020 en Wayback Machine. | Islas Baleares       | 4.271  | 0.97%             |
| Lérida Archivado el 19 de febrero de 2020 en Wayback Machine.         | Cataluña             | 2.573  | 1.34%             |
| Madrid Archivado el 4 de octubre de 2020 en Wayback Machine.          | Comunidad de Madrid  | 12.877 | 0.38%             |
| Málaga Archivado el 19 de febrero de 2020 en Wayback Machine.         | Andalucía            | 1.996  | 0.28%             |
| Murcia Archivado el 19 de febrero de 2020 en Wayback Machine.         | Región de Murcia     | 1.745  | 0.24%             |
| Salamanca Archivado el 19 de febrero de 2020 en Wayback Machine.      | Castilla y León      | 686    | 0.32%             |
| Sevilla Archivado el 19 de febrero de 2020 en Wayback Machine.        | Andalucía            | 2.966  | 0.28%             |
| Tarragona Archivado el 19 de febrero de 2020 en Wayback Machine.      | Cataluña             | 3.046  | 0.88%             |
| Teruel Archivado el 19 de febrero de 2020 en Wayback Machine.         | Aragón               | 466    | 0.60%             |
| Valencia Archivado el 19 de febrero de 2020 en Wayback Machine.       | Comunidad Valenciana | 3.972  | 0.28%             |
| Vizcaya Archivado el 19 de febrero de 2020 en Wayback Machine.        | País Vasco           | 2.886  | 0.45%             |
| Zamora Archivado el 19 de febrero de 2020 en Wayback Machine.         | Castilla y León      | 649    | 0.55%             |
| Zaragoza Archivado el 19 de febrero de 2020 en Wayback Machine.       | Aragón               | 2.640  | 0.51%             |
| Total presentadas                                                     |                      | 97.673 | 0.61%             |
| Total estatal                                                         | Todas                | 97.673 | 0.40%             |

##### Resultados en el Senado
Las candidaturas al Senado aparecen como C1 (primera persona en la lista), C2 y C3 respectivamente.
| Circunscripción   | Comunidad Autónoma   | C1      | Porc. C1 | C2      | Porc. C2 | C3      | Porc. C3 |
| ----------------- | -------------------- | ------- | -------- | ------- | -------- | ------- | -------- |
| Albacete          | Castilla-La Mancha   | 3.170   | 1,35%    | 2.759   | 1,18%    | 2.333   | 0,99%    |
| Asturias          | Asturias             | 6.088   | 0,96%    | 5.323   | 0,84%    | 4.934   | 0,78%    |
| Barcelona         | Cataluña             | 86.985  | 3,36%    | 78.681  | 3,04%    | 70.321  | 2,72%    |
| Cádiz             | Andalucía            | 5.504   | 0,88%    | 4.512   | 0,72%    | 4.131   | 0,66%    |
| Ciudad Real       | Castilla-La Mancha   | 2.753   | 0,91%    | 2.219   | 0,74%    | 1.881   | 0,62%    |
| Córdoba           | Andalucía            | 3.427   | 0,73%    | 2.835   | 0,60%    | 2.477   | 0,52%    |
| Gerona            | Cataluña             | 10.883  | 3,57%    | 9.236   | 3,03%    | 8.277   | 2,72%    |
| Granada           | Andalucía            | 2.747   | 0,54%    | 2.477   | 0,48%    | 2.063   | 0,40%    |
| Guadalajara       | Castilla-La Mancha   | 1.598   | 1,20%    |         |          |         |          |
| Huelva            | Andalucía            | 2.358   | 0,89%    | 2.071   | 0,78%    | 1.712   | 0,64%    |
| Lérida            | Cataluña             | 5.114   | 2,68%    | 4.594   | 2,40%    |         |          |
| Madrid            | Comunidad de Madrid  | 41.314  | 1,23%    | 33.815  | 1,01%    |         |          |
| Málaga            | Andalucía            | 5.443   | 0,75%    | 4.532   | 0,63%    |         |          |
| Mallorca          | Islas Baleares       | 5.291   | 1,49%    | 4.536   | 1,28%    |         |          |
| Murcia            | Región de Murcia     | 7.014   | 0,95%    | 6.182   | 0,84%    | 4.924   | 0,67%    |
| Salamanca         | Castilla y León      | 1.865   | 0,87%    | 1.278   | 0,59%    | 1.098   | 0,51%    |
| Sevilla           | Andalucía            | 8.070   | 0,76%    |         |          |         |          |
| Tarragona         | Cataluña             | 7.761   | 2,25%    |         |          |         |          |
| Teruel            | Aragón               | 1.205   | 1,54%    |         |          |         |          |
| Valencia          | Comunidad Valenciana | 11.964  | 0,84%    |         |          |         |          |
| Vizcaya           | País Vasco           | 5.462   | 0,85%    | 4.687   | 0,73%    |         |          |
| Zamora            | Castilla y León      | 1.266   | 1,06%    | 998     | 0,84%    | 761     | 0,64%    |
| Zaragoza          | Aragón               | 6.879   | 1,33%    | 5.936   | 1,15%    |         |          |
| Total presentadas |                      | 234.161 | 1,43%    | 176.671 | 1,38%    | 104.912 | 1,50%    |
| Total estatal     |                      | 234.161 | 0,96%    | 176.671 | 0,72%    | 104.912 | 0,43%    |

### Elecciones municipales y autonómicas 2011
Escaños en Blanco participó en coalición con Ciudadanos en Blanco (Cenb) en las elecciones municipales de 2011 en varios municipios de Cataluña, obteniendo por primera vez representación institucional. Esto ocurrió con tres concejalías en los municipios de Foixá (Gerona) y Gironella (Barcelona).

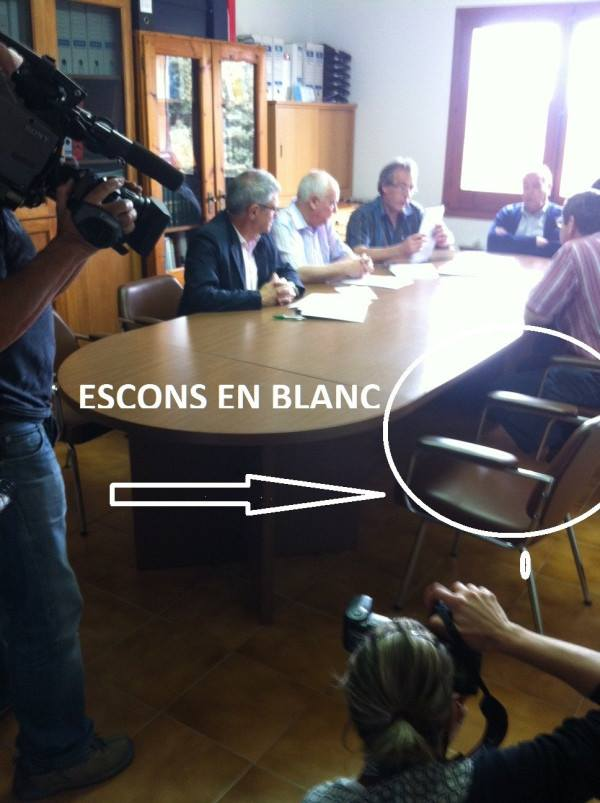
Fotografía del pleno de Foixá (Gerona) el 11 de junio de 2011 tras la celebración de las elecciones municipales. En la imagen se señala uno de los escaños en blanco (Escons en blanc).

Los candidatos electos de la coalición Eb-Cenb propuestos por Escaños en Blanco no acudieron el 11 de junio de 2011 a la toma de posesión de la concejalía en la constitución de las corporaciones municipales correspondientes, cumpliendo con su protocolo de partido al ser electos y sin perder la condición de concejales electos. Esta situación les permite seguir cumpliendo su único punto del programa electoral al no formalizar el trámite de toma de posesión del cargo.
| Municipio                                                                     | Provincia | Votos  | Porcentaje | Concejalías vacías |
| ----------------------------------------------------------------------------- | --------- | ------ | ---------- | ------------------ |
| Aviá Archivado el 31 de marzo de 2022 en Wayback Machine.                     | Barcelona | 23     | 2,16%      | 0                  |
| Badalona Archivado el 31 de marzo de 2022 en Wayback Machine.                 | Barcelona | 951    | 1,18%      | 0                  |
| Barcelona Archivado el 31 de marzo de 2022 en Wayback Machine.                | Barcelona | 10.104 | 1,67%      | 0                  |
| Foixá Archivado el 31 de marzo de 2022 en Wayback Machine.                    | Gerona    | 52     | 32,10%     | 2                  |
| Gerona Archivado el 31 de marzo de 2022 en Wayback Machine.                   | Gerona    | 417    | 1,30%      | 0                  |
| Gironella Archivado el 31 de marzo de 2022 en Wayback Machine.                | Barcelona | 150    | 6,79%      | 1                  |
| Hospitalet de LLobregat Archivado el 31 de marzo de 2022 en Wayback Machine.  | Barcelona | 973    | 1,15%      | 0                  |
| Igualada                                                                      | Barcelona | 343    | 2,15%      | 0                  |
| Lérida Archivado el 31 de marzo de 2022 en Wayback Machine.                   | Lérida    | 387    | 0,86%      | 0                  |
| Santa Coloma de Gramanet Archivado el 31 de marzo de 2022 en Wayback Machine. | Barcelona | 457    | 1,18%      | 0                  |
| Tarragona Archivado el 31 de marzo de 2022 en Wayback Machine.                | Tarragona | 523    | 1,08%      | 0                  |
| Tarrasa Archivado el 31 de marzo de 2022 en Wayback Machine.                  | Barcelona | 1.202  | 1,69%      | 0                  |
| Total presentadas                                                             |           | 15.582 | 1,71%      | 3                  |

Sin la participación de Escaños en Blanco, las concejalías que quedaron vacías habrían sido ocupadas por los siguientes candidatos:
- 6º candidato por Convergencia y Unión (CiU) en Foixá: Esteve Figuerola Roig.[28] Simulación
- 7º candidato por Convergencia y Unión (CiU) en Foixá: Joaquim Massanas Figuerola.[28] Simulación
- 9º candidato por Convergencia y Unión (CiU) en Gironella: Alfons Ballús Cots (independiente).[29] Simulación

### Elecciones autonómicas de Cataluña de 2010
Nota: En coalición con Ciudadanos en Blanco.
| Circunscripción | Comunidad Autónoma | Votos  | Porcentaje |
| --------------- | ------------------ | ------ | ---------- |
| Barcelona       | Cataluña           | 14.185 | 0,61%      |
| Gerona          | Cataluña           | 2.159  | 0,74%      |
| Lérida          | Cataluña           | 1.071  | 0,58%      |
| Tarragona       | Cataluña           | 1.264  | 0,41%      |
| Total           | Cataluña           | 18.679 | 0,60%      |